# مقياس التقييم العالمي للأطفال
مقياس التقييم العالمي للأطفال (بالإنجليزية: Children's Global Assessment Scale واختصاراً CGAS) هو مقياس رقمي يستخدمه أطباء الصحة النفسية لتقييم الأداء العام للشباب دون سن 18. تتراوح الدرجات من 1 إلى 90 أو 1 إلى 100، مع درجات عالية تشير إلى أداء أفضل. بعض النسخ من ذلك المقياس يتم حذف النقاط من 91-100، حيث أن الدرجات في هذا النطاق تعني «الأداء المتفوق» - والتي نادرا ما يمكن رؤيتها بين الأشخاص الذين يبحثون عن الخدمات الصحية.

## استعمال المقياس
يجب أن تكون التقييمات على مقياس (CGAS) مستقلة عن تشخيصات الصحة العقلية المحددة. تم عرض الجدول ووصفه بواسطة د شافر، جولد مس، برازيتش ج، وآخرون (1983). أرشيف الطب النفسي العام، 40، 1228-1231. ويتم تقييم البالغين على مقياس التقييم العالمي (CGAS)، الذي تم تنقيحه إلى التقييم العالمي للأداء (GAF) المدرجة في المحور الخامس في النظام متعدد الأوجه من DSM-IV-TR (الدليل التشخيصي والإحصائي للاضطرابات النفسية).

## تفسير نقاط المقياس
100-91 أداء متميز في جميع المجالات (في المنزل، في المدرسة، ومع الأقران)؛ (على سبيل المثال، الهوايات أو المشاركة في أنشطة خارج المناهج الدراسية أو الانتماء إلى مجموعة منظمة مثل الكشافة، وما إلى ذلك).
90-81 حسن الأداء في جميع المجالات؛ آمن في الأسرة والمدرسة، ومع أقرانه. قد تكون هناك صعوبات عابرة ومخاوف «يومية» تخرج أحيانا عن متناول اليد (على سبيل المثال، القلق المعتدل المرتبط بإجراء امتحان هام، أو «تفجيرات عصبية» في بعض الأحيان مع الأشقاء أو الآباء أو الزملاء).
80-71 لا يزيد عن ضعف طفيف في العمل في المنزل أو في المدرسة أو مع أقرانهم؛ قد يكون هناك بعض الاضطراب في السلوك أو الضائقة العاطفية استجابة لضغوط الحياة (على سبيل المثال، فصل الوالدين، والوفيات، وولادة أحد الأشقاء)، إن هؤلاء الأطفال لا يقلقون إلا عن الحد الأدنى، ولا يعتبر ذلك انحرافا من قبل أولئك الذين يعرفونهم.
70-61 بعض الصعوبات في منطقة واحدة ولكن بشكل عام تعمل بشكل جيد (على سبيل المثال، متفرقة أو معزولة الأفعال المعادية للمجتمع، مثل اللعب في بعض الأحيان بالهوكي أو سرقة صغيرة؛ صعوبات طفيفة متسقة مع العمل المدرسي؛ تغييرات المزاج لفترة قصيرة؛ المخاوف والقلق التي لا تؤدي إلى سلوك تفادي جسيم؛ وشكوك ذاتية)؛ لديه بعض العلاقات الشخصية ذات مغزى.
60-51 عمل متغير مع صعوبات متفرقة أو أعراض في عدة مجالات اجتماعية وليس جميعها؛ فإن الاضطراب سيكون واضحا لأولئك الذين يواجهون الطفل في وضع مختل أو الوقت ولكن ليس لأولئك الذين يرون الطفل في أماكن أخرى.
50-41 درجة معتدلة من التدخل في العمل في معظم المجالات الاجتماعية أو ضعف شديد في العمل في مجال واحد، على سبيل المثال، رفض المدرسة وغيرها من أشكال القلق، والطقوس الوسواس، وأعراض التحويل الرئيسية، وهجمات القلق المتكررة، والفقراء إلى المهارات الاجتماعية غير الملائمة، ونوبات متكررة من السلوك العدواني أو غيرها من السلوك المعادي للمجتمع مع الحفاظ على بعض العلاقات الاجتماعية ذات مغزى.
40-31 ضعف كبير في العمل في العديد من المجالات وعدم القدرة على العمل في واحدة من هذه المجالات، أي الانزعاج في المنزل أو المدرسة أو مع أقرانها أو في المجتمع ككل، مثل العدوان المستمر دون تحريض واضح؛ وسلوك معزول بسبب إما المزاج أو اضطراب الفكر، ومحاولات انتحارية مع نية قاتلة واضحة. من المرجح أن يتطلب هؤلاء الأطفال تعليما خاصا و / أو دخول المستشفى أو الانسحاب من المدرسة (ولكن هذا ليس معيارا كافيا لإدراجه في هذه الفئة).
30-21 غير قادرين على العمل في جميع المجالات تقريبا، على سبيل المثال، البقاء في المنزل أو في عنبر أو في السرير طوال اليوم دون المشاركة في الأنشطة الاجتماعية أو الإعاقة الشديدة في الواقع.
20-11 يحتاج إلى إشراف كبير لمنع إيذاء الآخرين أو ايذاء نفسه (على سبيل المثال، محاولات انتحارية متكررة) أو للحفاظ على النظافة الشخصية أو ضعف في جميع أشكال الاتصال، على سبيل المثال، شذوذ شديد في التواصل اللفظي والإيمائي، ذهول، الخ.
10-1 يحتاج إلى إشراف مستمر (الرعاية على مدار 24 ساعة) بسبب السلوك العدواني الشدید أو التدمیر الذاتي أو انخفاض التواصل أو الإدراك أو التأثیر أو النظافة الشخصیة.